# Futbol a Guinea
El futbol és l'esport més popular a Guinea.
És dirigit per la Federació Guineana de Futbol. Dirigeix la selecció de futbol de Guinea, així com la lliga nacional.
La dècada de 1970 fou la dècada daurada del futbol guineà. Hafia FC guanyà la Copa Africana de clubs el 1972, 1975 i 1977, i Horoya AC guanyà la Recopa de 1978.

## Competicions

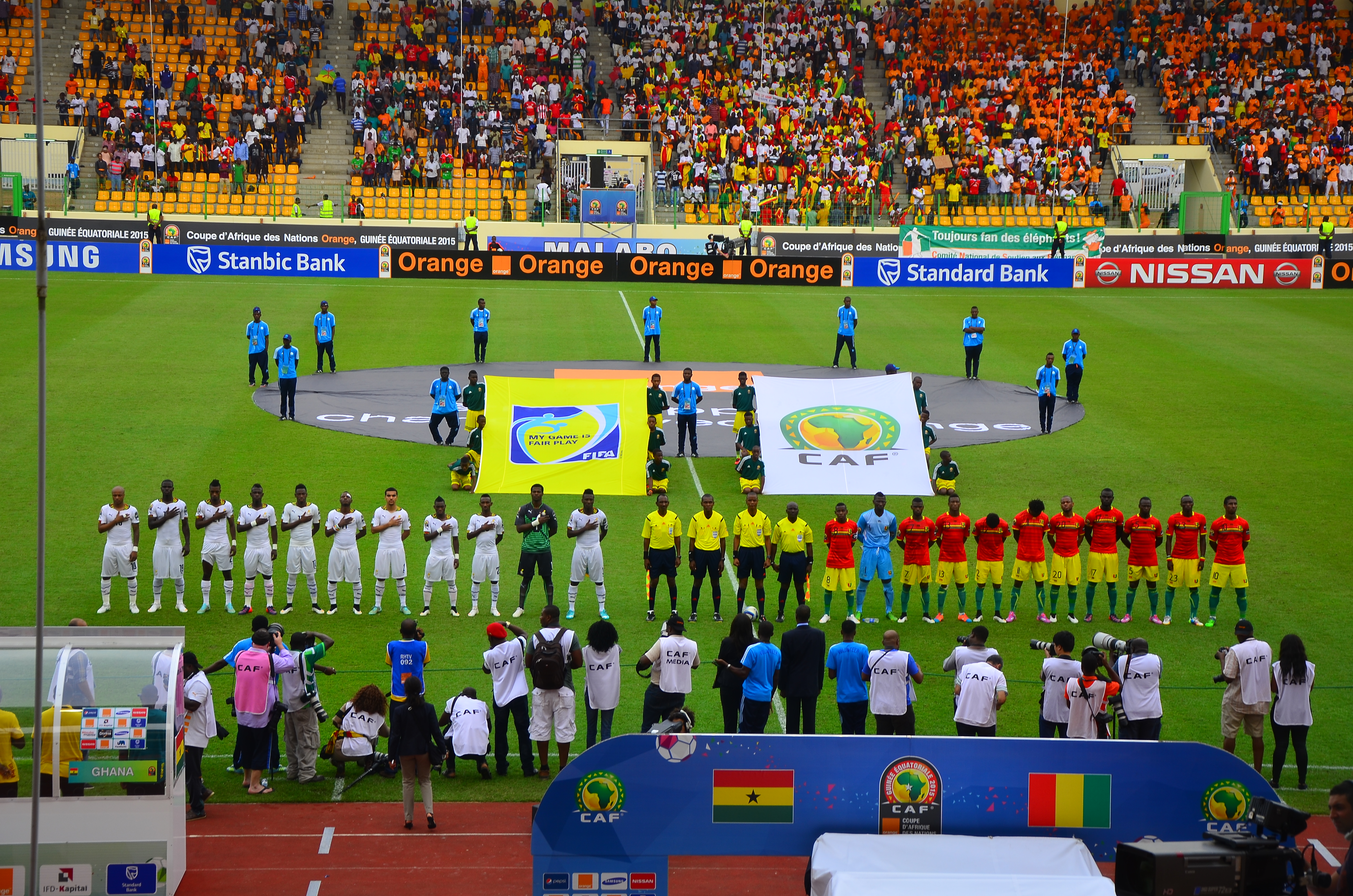
Partit Ghana vs Guinea, 2015.

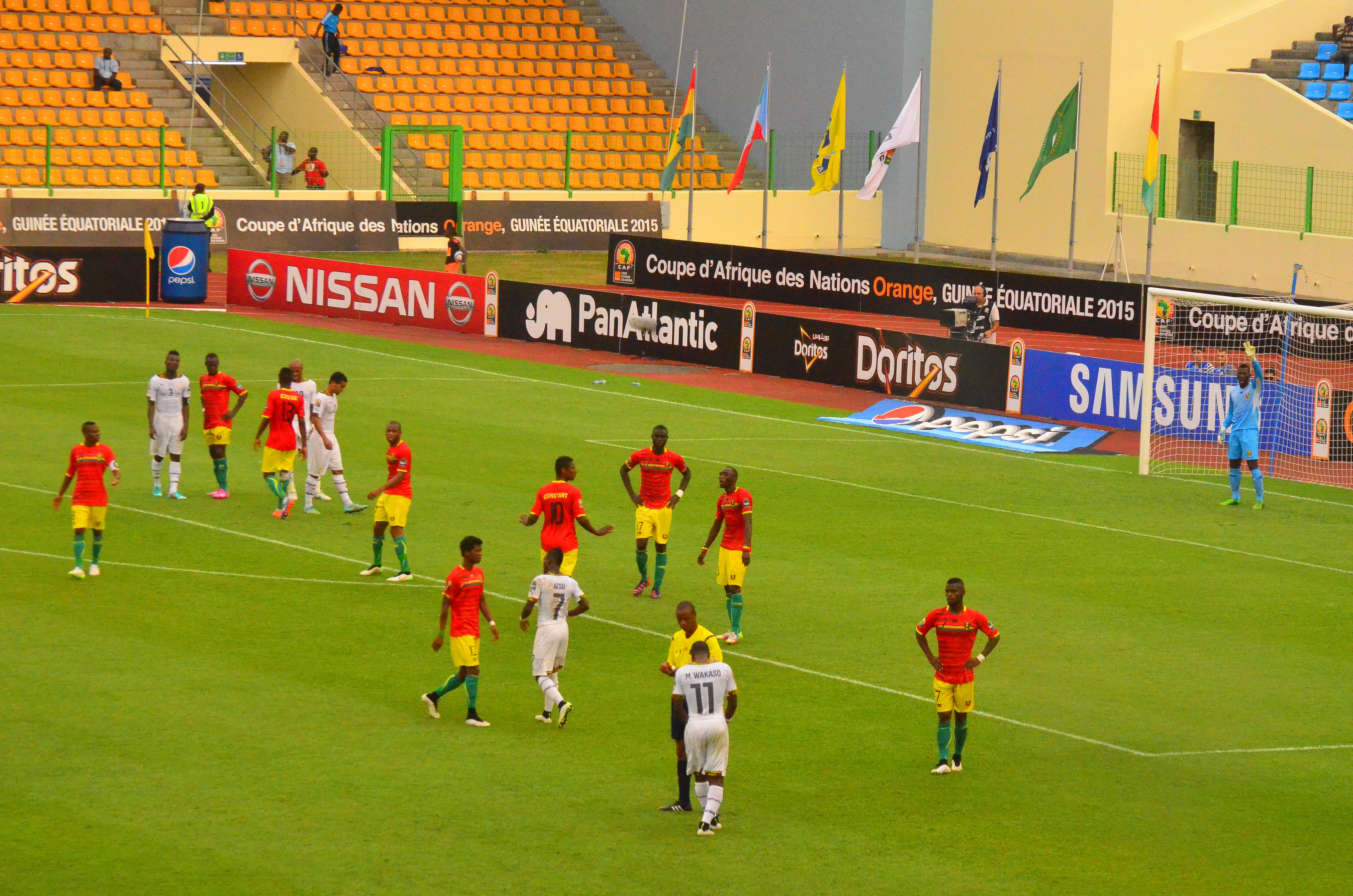
Partit Ghana vs Guinea, 2015.

- Lliga guineana de futbol
- Copa guineana de futbol
- Supercopa guineana de futbol

## Principals clubs
Clubs amb més títols nacionals a 2019.
- Horoya Athlétique Club
- Association Sportive Kaloum Star
- Hafia Football Club
- Fello Star de Labé
- AS des Forces Armées de Guinée
- Satellite Football Club
- FC Séquence de Dixinn
- Olympique Kakandé
- Étoile de Guinée
- AS Baraka Djoma
- Mankona Guéckédou
- AS Mineurs de Sangarédi

## Jugadors destacats
Fonts:
Des de 1960
- Maxime Camara
- Chérif Souleymane

Des de 1970
- Papa Camara
- Abdoulaye Keïta
- N'Jo Léa Kéïta
- Petit Sory
- Bengally Sylla

Des de 1980
- Kerfalla Bangoura

Des de 1990
- Mo Camara
- Titi Camara
- Morlaye Soumah

Des de 2000
- Bobo Baldé
- Kémoko Camara
- Pascal Feindouno
- Pablo Thiam
- Souleymane Youla

Des de 2010
- Ismaël Bangoura
- Kévin Constant
- Naby Keïta
- Ibrahima Traoré
- Mohamed Yattara

## Principals estadis

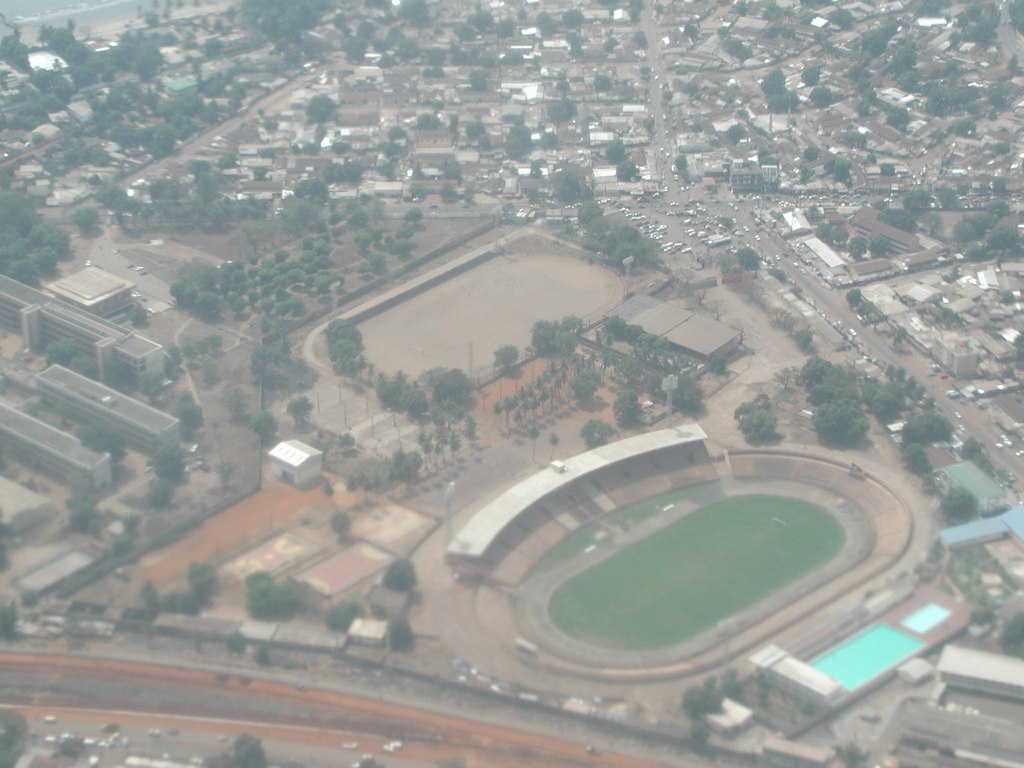
Stade du 28 Septembre.

| # | Estadi                             | Capacitat | Ciutat  |
| - | ---------------------------------- | --------- | ------- |
| 1 | Estadi Nongo                       | 50.000    | Conakry |
| 2 | Estadi del 28 de Setembre          | 25.000    | Conakry |
| 3 | Estadi Regional Saifoullaye Diallo | 5.000     | Labé    |